# St. Leonhard (Schonungen)

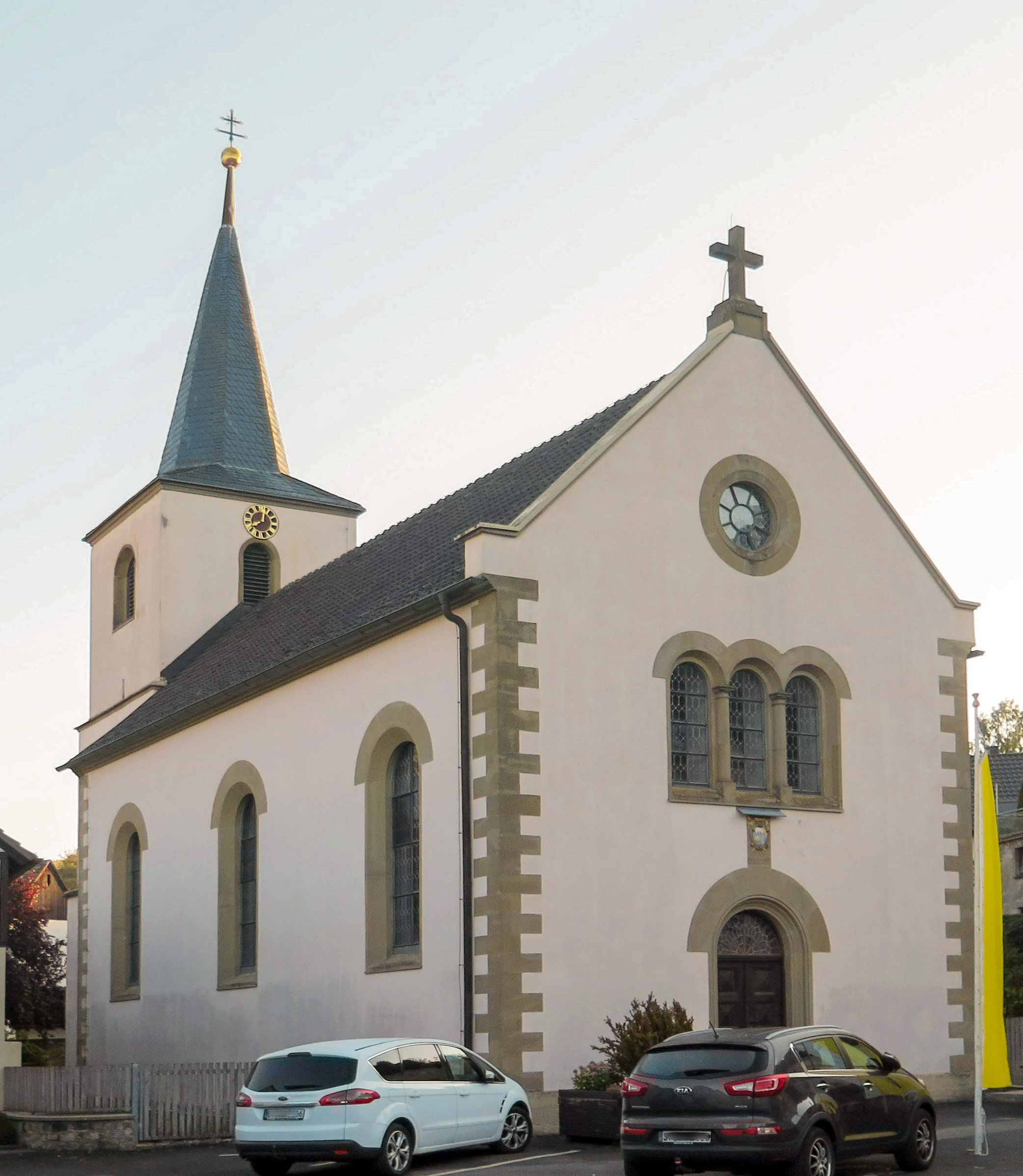
St. Leonhard (Hausen, Schonungen)

Die römisch-katholische, denkmalgeschützte Pfarrkirche St. Leonhard steht in Hausen, einem Ortsteil der Gemeinde Schonungen im Landkreis Schweinfurt (Unterfranken, Bayern). Das Bauwerk ist unter der Denkmalnummer D-6-78-174-44 als Baudenkmal in der Bayerischen Denkmalliste eingetragen. Die Pfarrei gehört zur Pfarreiengemeinschaft St. Sebastian am Main (Schonungen) im Dekanat Schweinfurt-Nord des Bistums Würzburg.

## Beschreibung
Älteste Bausubstanz der heutigen Saalkirche ist der spätmittelalterliche Chorturm aus dem 15. Jahrhundert. 1617 wurde die Kirche unter Julius Echter von Mespelbrunn erweitert. Der Chorturm ist um ein Geschoss aufgestockt. Er beherbergt die Turmuhr und den Glockenstuhl und ist mit einem achtseitigen, schiefergedeckten Knickhelm bedeckt. Ein erneuter Umbau erfolgte 1687. Im Jahre 1896 wurde das mit einem Satteldach bedeckte Langhaus mit drei Jochen im Rundbogenstil nach Süden angebaut. Über dem Portal in der Fassade befindet sich ein Triforium, darüber im Giebel ein Ochsenauge. 
Zur Kirchenausstattung gehören die um 1750 gebauten Altäre und die Kanzel. Das Sakramentshaus wurde bereits 1490 errichtet. Die Orgel mit 11 Registern, zwei Manualen und einem Pedal wurde 2005 von Thomas Eichfelder gebaut.